# Liste des cimetières de Lyon
Pour un article plus général, voir Cimetières lyonnais.
Cette liste des cimetières de la ville de Lyon recense tous les lieux d'inhumation existants ou ayant existé, des neuf arrondissements de la ville. 
- Haut – A
- B
- C
- D
- E
- F
- G
- H
- I
- J
- K
- L
- M
- N
- O
- P
- Q
- R
- S
- T
- U
- V
- W
- X
- Y
- Z

## C
- Cimetière de la Croix-Rousse

- Haut – A
- B
- C
- D
- E
- F
- G
- H
- I
- J
- K
- L
- M
- N
- O
- P
- Q
- R
- S
- T
- U
- V
- W
- X
- Y
- Z

## G
- Cimetières de La Guillotière

- Haut – A
- B
- C
- D
- E
- F
- G
- H
- I
- J
- K
- L
- M
- N
- O
- P
- Q
- R
- S
- T
- U
- V
- W
- X
- Y
- Z

## J
- Cimetière juif de Lyon (cimetière israélite de la Mouche)

- Haut – A
- B
- C
- D
- E
- F
- G
- H
- I
- J
- K
- L
- M
- N
- O
- P
- Q
- R
- S
- T
- U
- V
- W
- X
- Y
- Z

## L
- Cimetière de Loyasse
- Nécropoles antiques de Lyon

- Haut – A
- B
- C
- D
- E
- F
- G
- H
- I
- J
- K
- L
- M
- N
- O
- P
- Q
- R
- S
- T
- U
- V
- W
- X
- Y
- Z

## S
- Cimetière de Saint-Rambert
- Cimetière de la paroisse de Saint-Georges (disparu)
- Cimetière de la paroisse de Saint-Nizier (disparu)
- Cimetière de la paroisse de Saint-Pierre (disparu)
- Cimetière de la paroisse de Saint-Pierre-le-Vieux (disparu)
- Cimetière Saint-Sorlin ou cimetière Saint-Pierre (disparu)

- Haut – A
- B
- C
- D
- E
- F
- G
- H
- I
- J
- K
- L
- M
- N
- O
- P
- Q
- R
- S
- T
- U
- V
- W
- X
- Y
- Z

## V
- Cimetière de Vaise (disparu)

- Haut – A
- B
- C
- D
- E
- F
- G
- H
- I
- J
- K
- L
- M
- N
- O
- P
- Q
- R
- S
- T
- U
- V
- W
- X
- Y
- Z